# Retrat d'Elisa Casas
Retrat d'Elisa Casas és una pintura a l'oli de Ramon Casas feta el 1889, i pertany a una col·lecció privada.

## Història
Retrat d'Elisa Casas és una obra que l'artista va exposar a la Sala Parés el desembre de 1889 i que un any després va seleccionar per figurar al Salon de París, on havia exposat anteriorment dues teles tan destacades com Autoretrat i Entrada a la plaça de braus de Madrid.
Casas participava en les grans exposicions amb les seves millors obres; per aquesta mateixa raó, va tornar a exposar aquesta obra a París a l'Exposició Universal de 1900. El quadre va rebre elogis dels crítics d'art que valoraven els estudis del natural i reconeixien que Casas havia perfeccionat el seu estil. No van faltar algunes veus discrepants que criticaven la utilització de gammes de colors freds, que consideraven més pròpies dels pintors nòrdics. Aquesta obra és una de les millors obres del primer període de la seva carrera i, en definitiva, del conjunt de la seva producció.
Un any després de pintar el retrat de cos sencer de Montserrat, la seva germana més gran, Casas va fer, pràcticament amb el mateix format, aquest quadre en el qual representa la seva germana Elisa. A diferència de l'altre, en el qual la figura es retalla sobre un fons negre, en aquest el pintor situa la seva germana al pati posterior de la casa familiar del carrer Nou de sant Francesc de Barcelona, que va servir també d'escenari a obres posteriors. Encara que va pintar Elisa en diferents ocasions, destaquen principalment els tres retrats de dimensions similars que corresponen a tres moments de la vida de la retratada: el que ens ocupa, quan Elisa era encara fadrina, el que va pintar sis anys després, ja casada amb Josep Codina i, finalment, el que va realitzar el 1903, poc temps després de la mort del seu marit, en el qual la retratada vesteix de dol rigorós.
D'aquestes tres teles, és l'única pintada a l'aire lliure. Per fer aquesta obra, Casas va fer uns estudis: un oli de petites dimensions (24 × 14,5 cm), on hi figuren els elements del fons molt esbossats i un dibuix al carbó més elaborat. També poden considerar-se estudis per a aquesta obra les pintures d'aquesta mateixa època en les quals representa alguns racons de la terrassa de casa seva, on apareixen els grans tests que serveixen de fons a aquesta obra.